# Ochotona cansus
A Pika-de-Gansu (Ochotona cansus) é um lagomorfo endêmico da China.